# Cato (village, New York)
Pour les articles homonymes, voir Cato.
Cato est un village situé dans le comté de Cayuga, dans l'État de New York, aux États-Unis,. En 2010, il comptait une population de 532 habitants, estimée au 1er juillet 2019 à 498 habitants.

## Démographie
Lors du recensement de 2010, le village comptait une population de 532 habitants. Elle est estimée, en 2019, à 498 habitants.